# Tiberium
 (mars 2025).
Motif : sources extrêmement pauvre, élément secondaire d'un jeu vidéo traité comme un article de fandom
- Archive Wikiwix
- Bing
- Cairn
- DuckDuckGo
- E. Universalis
- Gallica
- Google
- G. Books
- G. News
- G. Scholar
- Persée
- Qwant
- (zh) Baidu
- (ru) Yandex
- (wd) trouver des œuvres sur Wikidata

| 1. | Préciser le motif de la pose du bandeau. | Précisez le motif de la pose du bandeau en utilisant la syntaxe suivante : {{admissibilité à vérifier\|date=août 2025\|motif=remplacez ce texte par le motif}}                |
| 2. | Informer les utilisateurs concernés.     | Pensez à avertir le créateur de l'article, par exemple, en insérant le code ci-dessous sur sa page de discussion : {{subst:avertissement admissibilité à vérifier\|Tiberium}} |

Le tiberium est un matériau cristallin fictif utilisé dans la série de jeux vidéo Command and Conquer. Il existe sous deux formes différentes, caractérisées par leur couleur : verte ou bleue. La verte est majoritaire.

## Description
Reconnaissable par sa couleur verte typique, le tiberium est un solide cristallin, nommé ainsi d'après le lieu de sa première découverte, le fleuve Tibre en Italie, à la fin du XXe siècle (bien que Kane, le leader du NOD, affirme l'avoir nommé le premier d'après l'empereur romain Tiberius).
Le Tiberium vinifera est la variante volatile et bleutée. Sa structure cristalline diffère de celle du tiberium vert, ce qui est confirmé par sa fragilité.
La création du tiberium a été inspirée du film de série B américain The Monolith Monsters.

## Découverte
Le tiberium est apparu sur Terre après le crash d'un vaisseau Scrin pendant les années 1990. 
Les premiers échantillons ont été découverts par le Dr Ignatio Moebius (découverte disputée par Kane) au bord de la rivière Tibre en Italie, et a depuis proliféré sur la planète entière.

### Croissance
Le tiberium apparaît tout d'abord comme des blocs de roche, en se nucléant à partir d'autres cristaux de tiberium, même sous forme de poussière. Au fur et à mesure que ces roches s'étendent, la partie supérieure des roches laisse apparaître des cristaux immatures en expansion. Les cristaux mûrissent en même temps que le champ s'étend. Un cristal de tiberium mature mesure entre un et deux mètres de long.
Le mûrissement du tiberium crée un gaz inodore. Bien que le tiberium ait été considéré sans danger au début, le gaz du tiberium est un poison extrêmement toxique pour tout être vivant à proximité, sans parler de ses propriétés cancérigènes et mutagènes.
La couleur des cristaux dépend de la concentration des minéraux présents dans le sol où le tiberium croît.
Il semble que le tiberium ait besoin de chaleur et d'humidité pour croître, puisqu'il se développe difficilement dans les déserts et aux pôles.

### Prolifération
Par ces propriétés de croissance, le tiberium peut se répandre littéralement à peu près n'importe où, son taux de cristallisation étant influencé par la nature du sol et la température ambiante, seules les régions polaires et les zones extrêmement sèches et pauvres en minéraux lourds sont impropres à son développement. 
Le tiberium peut se dupliquer rapidement et recouvrir plusieurs hectares. Le procédé reste encore inexpliqué mais il semble que les cristaux de tiberium se développent en sous-sol dans plusieurs directions en incorporant les minéraux environnants dans sa structure, et refleurissent ensuite en surface. De cette façon, la quantité de tiberium croît de façon exponentielle. 
Il est à noter que la prolifération du tiberium peut aussi se faire par transport de cristaux, entre autres par la flore et la faune.
La méthode la plus étrange observée est quand, dans la zone affectée, sont présents des arbres ou des buissons. À travers un procédé mutagène inexplicable, le tiberium altère ces arbres en arbres graines, ou Tiberium ripariuses. Ces arbres, dont la texture semble faite de chair, possèdent un bulbe au sommet. Ce bulbe se contracte régulièrement, relâchant de microscopiques cristaux de tiberium dans l'atmosphère. Aussi longtemps qu'un arbre graine est présent, le tiberium repousse inévitablement dans la zone. Toutes les tentatives pour détruire un arbre graine se sont révélées inefficaces à ce jour.
Le Tiberium vinifera possède sa propre forme de dissémination. Lorsqu'une surface de Tiberium vinifera atteint la maturité, les cristaux se fondent en un cristal massif bleu d'une dizaine de mètres de hauteur. Ces larges masses se comportent comme un arbre à graine (le mécanisme est encore inconnu) mais plus lentement. Ces cristaux sont extrêmement fragiles et explosent si l'on tente de les détruire. L'explosion dissémine alors le tiberium sous forme de particules cristallines sur une large zone.
Des particules microscopiques de tiberium peuvent aussi se déposer dans les poumons d'être vivants, et enclencher le processus de nucléation en convertissant la matière organique en tiberium.
Depuis les années du troisième conflit, il est fréquent de croiser dans les zones dites « rouges » des glaciers du tiberium. Ces structures cristallines profondément enfoncées dans le sol peuvent dépasser de plusieurs dizaines de mètres de la surface et forment un mur infranchissable, tel un monolithe radioactif.

### Conséquences
En l'an 2040, 30 % de la surface du globe (zone appelée « zone rouge ») est devenue inhospitalière pour les formes de vie carbonées.
Les zones rouges sont des zones inhabitables et stérilisées par le tiberium, et sont parcourues par des tempêtes ioniques dévastatrices. Le vent peut y souffler jusqu'à 800 km/h. Les zones rouges sont semblables à l’atmosphère d’une planète extraterrestre. Le tiberium s'y trouve sous forme de champs, de cristaux monumentaux voire de glaciers de tiberium, voire de nervures, déposées par les eaux de ruissellement dans les anfractuosités du sol.
La moitié du globe est sévèrement polluée par le tiberium, et abrite tout de même 80 % de la population terrestre. Ces zones jaunes, partiellement habitables, forment la moitié de la surface du globe. La majorité de la population mondiale vit sur ces terres ravagées par la guerre et dévastées par de nombreuses catastrophes écologiques. La plupart des habitations n'ont pas d'eau courante, ni d'électricité. Les structures médicales sont quasiment détruites. Bien entendu, ces zones sont souvent sous la coupe de chefs de guerre, voire du Nod. Les conditions environnementales sont très dures : cycles d'inondations et de sécheresses, ouragans de catégorie 6, voire tempêtes ioniques venant des zones rouges.
Les 20 % restants (zone appelée « zone bleue ») réunissent les régions encore très peu touchées. Ce sont essentiellement des villes de haute technologie et des champs, sous la protection du GDI.

#### Répartition approximative dans les années 2040
« Généralisée » est une vision à nuancer. Présent sur tous les continents, à l'exception des terres australes, le tiberium ne se développe que difficilement dans les terrains stériles que sont les déserts semblables au Sahara. Mais il est notable que le cristal se développe dans le désert australien par exemple. 
N'ayant pas les moyens de faire une cartographie précise, il est possible d'affirmer selon le découpage suivant que :
- L'Europe: berceau officiel de l'infection planétaire. L'Italie est une vaste zone rouge, la partie inférieure de la France, une majeure partie de l'Europe de l'Est, l'Allemagne et de la péninsule ibérique sont des zones jaunes, à l'exception d'une zone plus grande que le Portugal, étant une zone bleue. La partie nord de la France (de la Bretagne à la frontière belge) et le Benelux ainsi que l'Angleterre, l'Irlande, la Scandinavie et le la côte de la Mer Baltique étant aussi zone bleue.

Cas de l'Islande : zone bleue, territoire isolé, zone stratégique du GDI, s'y trouvant un des bunkers de commandement principal et une partie de l'administration (Redjavik) et une des principales usine de production du Mammouth MK III après la fermeture de la chaine de production du MK II à San Pedro.
Cas de l'Europe de l'Est : la région de l'ex-Yougoslavie est une zone jaune qui demeure un foyer du NOD depuis l'implantation d'un des premiers temples du NOD à Sarajevo).
- L'Afrique, fragilisée politiquement et socialement lors de l'arrivée du cristal vert à la fin du XXe siècle, revêt un grand intérêt pour Kane dès les premiers conflits. La prolifération du tibérium y est rapide et stimule les volontaires pour la Confrérie du NOD. Néanmoins la présence du GDI recouvre les zones et villes bleues, les plus célèbres étant l'Afrique du Sud et Le Caire avec également une partie de la côte ouest et Madagascar. L'essentiel du continent est sous l'influence du cristal et une zone rouge s'y développe en son centre vers le début des années 2030.

- L'Amérique du Nord : répartition relativement concentrique du tiberium, le cœur des anciens USA étant une zone rouge, le nord de la côte Est (contenant Washington, un des centre de commandement militaire du GDI) et la Californie des zones bleues, le reste étant des zones jaunes.

- L'Australie : vaste zone jaune avec une zone rouge en son cœur, légèrement décalé vers la cote Ouest, la côte Est et de grandes villes (Sydney) étant des zones bleues.

- Japon: Zone bleue

Le découpage « politique » de ces zones n'est guère viable, on ne peut automatiquement attribuer l'ensemble des zones jaunes à tel ou tel camp. Même si la majorité est sous l'influence du NOD, son emprise n'empêche en rien l'implantation fréquente de bases du GDI ou ses entreprises de restructuration du milieu. De plus, des zones jaunes accueillent des petites zones bleues matérialisées par des villes (Cologne par exemple ou Le Caire même en zone rouge).
Étant fiction, ce découpage est source de légers décalages d'une version à une autre, il s’agit d’une représentation approximative.

### Effet mutagène
Une exposition à long terme aux gaz libérés lors de la maturation du tiberium engendre des maladies variées sur toutes les formes de vies terrestres. Les effets mutagènes du tiberium et ses implications exactes sur l'ADN terrestre restent totalement inconnus : le traitement se limite généralement à diminuer les symptômes plutôt que de s'attaquer à la maladie même. Une victime d'un empoisonnement au tiberium voit donc sa santé se dégrader avec le temps avant de, parfois, en mourir. Une recherche fut effectuée par le GDI lors de la première guerre du tiberium, et les résultats furent très peu encourageants.
Les humains et les animaux exposés au tiberium ont subi de fortes modifications génétiques, impliquant des modifications physiologiques comme l'immunité à l'empoisonnement du tiberium, des cristaux de tiberium incrusté dans la chair, et même ironiquement une accélération de la régénération cellulaire en présence de tiberium. Les « Oubliés » ou « Shiners » sont un groupe de ces humains exposés.
Exposés à de très fortes radiations de tiberium, les effets mutagènes sur un être vivant peuvent être observés de façon rapide et violente. 
Certains organismes mutants sont connus sous le nom de viscéroïdes. Ces amibes géantes, ayant tendance à exsuder des fluides gazeux ou liquides, se nourrissent à proximité du tiberium et digèrent les formes de vie carbonées qui passent à leur portée. Leur taux de régénération grâce au tiberium est aussi extrêmement élevé, les rendant pratiquement invincibles dans un champ de tiberium.

### Effet Terraformateur
La théorie la plus développée (autant dans le jeu que par la communauté des joueurs) reste que la nature première du tiberium est un agent de terraformation extraterrestre. 
L'apparition des Scrins dans la troisième Guerre du tiberium semble confirmer cette hypothèse.
L'effet de transformation de l'environnement se fait également ressentir sur le plan géologique: dans les zones anciennement infestées, la prolifération en sous sol de ramifications de tiberium entraine des mouvements de terrains suffisant pour provoquer des dénivelés créant des falaises ou des canyons de tailles parfois remarquables, transformant sur le long terme (quelques décennies) la topographie du terrain.

## Historique de la lutte contre le tiberium
- Les premiers efforts développés fin XXe-début XXIe siècle portent essentiellement sur la lutte contre les effets du tiberium et de ses « spores » sur l'organisme humain. Les effets de cette matière inconnue à l'époque alarment les autorités sanitaires, motivant les recherches (de la part du GDI comme du NOD) pour soigner et limiter les atteintes aux niveaux des systèmes respiratoire, immunitaire, reproductif, digestif et contre les brûlures et mutations provoquées par les radiations[3].

- L'avancée rapide d'un agent rendant de larges zones dangereuses pour l'homme ne laisse que l'exil pour cause écologique aux habitants des zones concernées. Mais les guerres et le manque de moyens de certains États, généralement du tiers monde au début mais également des anciens pays dit « riches » avec l'avancée du minerai et l'affaiblissement de leur gouvernement face au NOD dans certaines de leur régions, laissent sans aide une majeure partie de la population dans les trois premières décennies du XXIe siècle. Une bonne part de cette population, soumise aux mutations et à une profonde réorganisation sociale, formera une part de la gente humaine mutante qui tentera de s'organiser en une Nation mutante[4] parallèlement au développement de l'intégration des humains « oubliés » dans l'esprit populaire.

- Néanmoins, la politique du GDI (à l'origine militaire mais qui devient également administrative et sociale avec l'affaiblissement des États hérités du XXe siècle) s'oriente vers une lutte franche contre le cristal vert et se voit dotée de moyens efficaces durant la même période puisque des découvertes mettent au jour la grande vulnérabilité du tiberium face aux vagues d'ondes soniques adéquates (découvertes à dater entre la deuxième et la troisième guerre du tiberium): ces ondes permettent de stopper la progression et mieux, de fragmenter les cristaux. La récolte (dans un  but économique) s'améliore tout comme les techniques d'extraction du tiberium enfouie dans le sol: apparait ainsi des tours de tiberium, grands complexes ponctuant le paysage de leur haute et frêle silhouette chargées d'extraire et de traiter le tiberium souterrain.

- L'ensemble de ces techniques permet dans les années 2030 et 2040 un processus contrôlé et efficace de « terraformation inversée » par l'homme qui recycle des zones « jaunes » en zones « bleues » viables et saines comme à l'origine. C'est ainsi que les villes de Berne et de Cologne furent reconstruites alors qu'elles étaient en pleine zone jaune, jusqu'à leur destruction lors de l'invasion Scrin des années 2040[2]. Les limites de cette terraformation inversée sont le besoin en bras et en matériel permettant l'extraction en surface et en profondeur du tiberium, processus étalé dans le temps afin de provoquer une diminution suffisante des spores et donc des risques de résurgences de tiberium dans la zone traitée. À cela s'ajoute le fait que les quantités de tiberium extraites dépassent souvent les capacités de traitement et les demandes énergétiques: ainsi, le cristal vert extrait doit donc être traité et conditionné dans des silos adaptés dans l'attente d'un besoin ultérieur. Ces structures sont efficaces mais hélas très vulnérables à une attaque terroriste du NOD: le cristal condensé, à défaut d'être explosif comme le tiberium bleu, peut se sublimer si soumis à une énergie suffisante, provoquant la contamination et l'irradiation de la zone concernée.

- L'autre volet de la lutte contre le tiberium, après la santé et l'environnement, est la protection contre les tempêtes ioniques. Quasi-continuelles dans les zones rouges, ces tempêtes orageuses peuvent déborder sur les limites des zones bleues. Source de foudre, de vents violents et dangereux pour les appareils électroniques non protégés, elles ne sont qu'un faible moyen de propagation du tiberium par rapport à la lente mais continuelle avancée naturelle du cristal et de ses spores. De larges murs anti-tempêtes cerclent les villes à proximité des zones à risques (comme pour Le Caire, Sydney, Cologne, Berne ou Stuttgart) et des abris ont été développés et installés dans les zones habitées soumises à ce genre d'évènement[2].

## Intérêt économique
Par sa nature cristalline, le tiberium peut littéralement « pousser » en absorbant les métaux et les minéraux lourds du sol, les concentrant en cristaux qui fleurissent à la surface, permettant une collecte et un raffinage à moindre coût.
Par ces propriétés, le tiberium est très intéressant pour l'exploitation minière, à condition de savoir le traiter afin de récupérer les minéraux d'intérêt après destruction du cristal et raffinage. Comme les cristaux de tiberium poussent littéralement à la surface, il suffit de le « récolter », à l'aide d'un véhicule d'extraction semblable à une moissonneuse, un peu comme la récolte de champs de céréales. Le tiberium bleu, par sa relative fragilité, est plus facile à raffiner. Il est en outre bien plus intéressant économiquement car plus concentré en minéraux.
Dans les jeux, le tiberium est utilisé comme ressource, et est même la source de revenu principale.

## Politiques vis-à-vis du tiberium
Les efforts du GDI sont focalisés sur la transformation des zones jaunes en zones bleues, et la stérilisation des zones rouges, afin d'empêcher le tiberium de progresser.
La confrérie du Nod a toujours voulu répandre le tiberium, et veut le maîtriser afin de s'en servir comme source d'énergie, voire de facteur d'évolution. 
L'explosion provoquée par le GDI en détruisant le dépôt de tiberium situé sous le temple prime de Sarajevo a provoqué l'invasion des scrins. Ceux-ci sont dépendants du tiberium, puisqu'il alimente leur armement, voire coule littéralement dans leurs veines. Le tiberium étant une appellation d'origine terrestre, ces derniers parlent d'Ichor pour désigner le tiberium.